# Brat Pack
De Brat Pack was een groep jonge acteurs en actrices die begin jaren 80 doorbraken. Zij waren vaak in dezelfde films te zien. De term Brat Pack is een woordspeling op Rat Pack, en werd voor het eerst gebruikt door David Blum in een artikel in het tijdschrift New York. Belangrijke films van de Brat Pack zijn The Breakfast Club en St. Elmo's Fire.
Leden van de Brat Pack:
- Emilio Estevez
- Anthony Michael Hall
- Rob Lowe
- Andrew McCarthy
- Demi Moore
- Judd Nelson
- Molly Ringwald
- Ally Sheedy

## Films
- Class (1983)
- The Outsiders (1983)
- Sixteen Candles (1984)
- The Breakfast Club (1985)
- St. Elmo's Fire (1985)
- About Last Night (1986)
- Pretty in Pink (1986)

## Andere films
De term brat pack wordt ook gebruikt in films die pas jaren na hun release bekend werden om de opkomst van toenmalige onbekende acteurs, maar later een A-status bereikten in de filmwereld. Het gaat hierbij meestal om circa vijf tot zeven acteurs die in de film opdraven. Zoals in:
- Fast Times at Ridgemont High (1982), met Sean Penn, Jennifer Jason Leigh, Forest Whitaker en Eric Stoltz
- Diner (film) (1982) , met Kevin Bacon, Paul Reiser, Mickey Rourke en Steve Guttenberg
- Red Dawn (1984) , met Patrick Swayze, Charlie Sheen, C. Thomas Howell, Jennifer Grey en Lea Thompson